# Who Can I Be Now? (1974–1976)
| Совокупная оценка    | Совокупная оценка |
| Источник             | Оценка            |
| -------------------- | ----------------- |
| Metacritic           | 92/100            |
| Оценки критиков      |                   |
| Источник             | Оценка            |
| AllMusic             | [ 2 ]             |
| Mojo                 | [ 3 ]             |
| Uncut                | [ 4 ]             |
| The Daily Telegraph  | [ 5 ]             |
| PopMatters           | [ 6 ]             |
| The Austin Chronicle | [ 7 ]             |
| Magnet               | [ 8 ]             |
| Record Collector     | [ 9 ]             |
| Under The Radar      | [ 10 ]            |
| The Guardian         | [ 11 ]            |

Who Can I Be Now? (1974—1976) (с англ. — «Кем бы мне стать теперь?») — бокс-сет британского рок-музыканта Дэвида Боуи, выпущенный в сентябре 2016 года на лейбле Parlophone. Бокс-сет включает альбомы Боуи выпущенные в период с 1974 по 1976 годы во время так называемой «американской фазы» музыканта, скомпонованные на двенадцати компакт-дисках или тринадцати пластинках, в зависимости от формата издания. Эксклюзивом бокс-сета является The Gouster, ранее неиздававшийся альбом музыканта, в итоге переработанный им в Young Americans, а также сборник Re:Call 2, содержащий внеальбомные песни, синглы и би-сайды, представляющий собой продолжение компиляции Re:Call 1 из бокс-сета Five Years (1969–1973).
Бокс-сет включает обновленные версии альбомов Diamond Dogs, Young Americans и Station to Station, последний представлен как в оригинальном миксе, так и в обновленном — 2010 года (ремикс песни «Station to Station» сопродюсера Гарри Маслина впервые был выпущен на делюксовом переиздании одноимённого альбома, релиз которого состоялся в 2010 году). Помимо этого, бокс-сет содержит концертные альбомы David Live (в оригинальном варианте, а также в перемикшированном — 2005 года) и Live Nassau Coliseum ’76, записанный 23 марта 1976 года в Нассау Ветеранз Мемориал Колизеум во время турне Isolar Tour (до этого фигурировавший только в специальном и делюксовом переиздании альбома Station to Station 2010 года).
К бокс-сету прилагается эксклюзивная книга, в которую вошли фотографии сделанные Эриком Стивеном Джейкобсом, Томом Келли, бэк-вокалистом Джеффри Маккормаком, Терри О’Ниллом, Стивом Шапиро и другими, связанными с Боуи в тот период людьми, а также воспоминания сопродюсеров музыканта, Тони Висконти и Гарри Маслина, и рукописная заметка Боуи об альбоме The Gouster.

## Список композиций

### Diamond Dogs(ремастированная версия 2016 года)
Слова и музыка всех песен — написаны Дэвидом Боуи, за исключением отмеченных.
| №                   | Название                | Длительность |
| ------------------- | ----------------------- | ------------ |
| 1.                  | «Future Legend»         | 1:00         |
| 2.                  | «Diamond Dogs»          | 6:04         |
| 3.                  | «Sweet Thing»           | 3:39         |
| 4.                  | «Candidate»             | 2:40         |
| 5.                  | «Sweet Thing (Reprise)» | 2:32         |
| 6.                  | «Rebel Rebel»           | 4:34         |
| Общая длительность: | Общая длительность:     | 20:29        |

| №                   | Название                                     | Длительность  |
| ------------------- | -------------------------------------------- | ------------- |
| 7.                  | «Rock 'n' Roll with Me» (Боуи, Уоррен Пис)   | 4:02          |
| 8.                  | «We Are the Dead»                            | 5:01          |
| 9.                  | «1984»                                       | 3:27          |
| 10.                 | «Big Brother»                                | 3:23          |
| 11.                 | «Chant of the Ever Circling Skeletal Family» | 2:06          |
| Общая длительность: | Общая длительность:                          | 17:59 (38:28) |

### David Live(оригинальный микс) (ремастированная версия 2016 года)
| №                   | Название                                      | Длительность |
| ------------------- | --------------------------------------------- | ------------ |
| 1.                  | «1984»                                        | 3:21         |
| 2.                  | «Rebel Rebel»                                 | 2:40         |
| 3.                  | «Moonage Daydream»                            | 5:07         |
| 4.                  | «Sweet Thing/Candidate/Sweet Thing (Reprise)» | 8:33         |
| Общая длительность: | Общая длительность:                           | 19:41        |

| №                   | Название              | Длительность |
| ------------------- | --------------------- | ------------ |
| 5.                  | «Changes»             | 3:34         |
| 6.                  | «Suffragette City»    | 3:41         |
| 7.                  | «Aladdin Sane»        | 5:00         |
| 8.                  | «All the Young Dudes» | 4:18         |
| 9.                  | «Cracked Actor»       | 3:25         |
| Общая длительность: | Общая длительность:   | 19:58        |

| №                   | Название                                            | Длительность |
| ------------------- | --------------------------------------------------- | ------------ |
| 1.                  | «Rock ’n’ Roll with Me» (Боуи, Пис (только музыка)) | 4:16         |
| 2.                  | «Watch That Man»                                    | 5:04         |
| 3.                  | «Knock on Wood» (Эдди Флойд, Стив Кроппер)          | 3:20         |
| 4.                  | «Diamond Dogs»                                      | 6:29         |
| Общая длительность: | Общая длительность:                                 | 19:09        |

| №                   | Название                | Длительность  |
| ------------------- | ----------------------- | ------------- |
| 5.                  | «Big Brother»           | 4:07          |
| 6.                  | «The Width of a Circle» | 8:11          |
| 7.                  | «The Jean Genie»        | 5:17          |
| 8.                  | «Rock ’n’ Roll Suicide» | 4:47          |
| Общая длительность: | Общая длительность:     | 22:22 (81:10) |

### David Live(перемикшированная версия 2005 года) (ремастированная версия 2016 года)
| №                   | Название                                      | Длительность |
| ------------------- | --------------------------------------------- | ------------ |
| 1.                  | «1984»                                        | 3:22         |
| 2.                  | «Rebel Rebel»                                 | 2:41         |
| 3.                  | «Moonage Daydream»                            | 5:08         |
| 4.                  | «Sweet Thing/Candidate/Sweet Thing (Reprise)» | 8:35         |
| Общая длительность: | Общая длительность:                           | 19:46        |

| №                   | Название              | Длительность |
| ------------------- | --------------------- | ------------ |
| 5.                  | «Changes»             | 3:35         |
| 6.                  | «Suffragette City»    | 3:42         |
| 7.                  | «Aladdin Sane»        | 5:02         |
| 8.                  | «All the Young Dudes» | 4:14         |
| Общая длительность: | Общая длительность:   | 16:33        |

| №                   | Название                                            | Длительность |
| ------------------- | --------------------------------------------------- | ------------ |
| 1.                  | «Cracked Actor»                                     | 3:26         |
| 2.                  | «Rock 'n' Roll with Me» (Боуи, Пис (только музыка)) | 4:16         |
| 3.                  | «Watch That Man»                                    | 5:05         |
| 4.                  | «Knock on Wood» (Флойд, Кроппер)                    | 3:24         |
| Общая длительность: | Общая длительность:                                 | 16:11        |

| №                   | Название                    | Длительность |
| ------------------- | --------------------------- | ------------ |
| 5.                  | «Here Today, Gone Tomorrow» | 3:48         |
| 6.                  | «Space Oddity»              | 6:26         |
| 7.                  | «Diamond Dogs»              | 6:26         |
| Общая длительность: | Общая длительность:         | 16:40        |

| №                   | Название            | Длительность |
| ------------------- | ------------------- | ------------ |
| 1.                  | «Panic in Detroit»  | 5:39         |
| 2.                  | «Big Brother»       | 4:10         |
| 3.                  | «Time»              | 5:23         |
| Общая длительность: | Общая длительность: | 15:12        |

| №                   | Название                | Длительность   |
| ------------------- | ----------------------- | -------------- |
| 4.                  | «The Width of a Circle» | 8:10           |
| 5.                  | «The Jean Genie»        | 5:19           |
| 6.                  | «Rock ’n’ Roll Suicide» | 4:46           |
| Общая длительность: | Общая длительность:     | 18:15 (102:37) |

- В CD-версии альбома все треки расположены в такой же хронологической последовательности только на двух дисках: первый диск заканчивается песней «Watch That Man», второй диск начинается песней «Knock on Wood».

### The Gouster(ремастированные треки)
| №                   | Название | Длительность |
| ------------------- | --- | ------------ |
| 1.                  | «John, I’m Only Dancing (Again)» (не выпускалась на Young Americans, впервые выпущена в качестве сингла в 1979 году) | 7:01         |
| 2.                  | «Somebody Up There Likes Me» (альтернативный, ранний до этого неиздававшаяся версия) | 6:32         |
| 3.                  | «It's Gonna Be Me» (не выпускалась на Young Americans, впервые выпущена в качестве бонус-трека на переиздании Young Americans в 1990, лейблами EMI/Ryko. Альтернативный ремикс, с добавленными струнными инструментами, был выпущен в 2007 году на переиздании альбома Young Americans фирмой EMI) | 6:30         |
| Общая длительность: | Общая длительность: | 20:03        |

| №                   | Название | Длительность  |
| ------------------- | --- | ------------- |
| 4.                  | «Who Can I Be Now?» (не выпускалась на Young Americans, впервые выпущена в качестве бонус-трека на переиздании Young Americans в 1990, лейблами EMI/Ryko.) | 4:42          |
| 5.                  | «Can You Hear Me» (альтернативный, ранний до этого неиздававшаяся версия)                                                                                  | 5:24          |
| 6.                  | «Young Americans» (та же версия, которая оказалась на Young Americans)                                                                                     | 5:17          |
| 7.                  | «Right» (альтернативный, ранний до этого неиздававшаяся версия)                                                                                            | 4:40          |
| Общая длительность: | Общая длительность: | 20:03 (40:06) |

### Young Americans(ремастированная версия 2016 года)
| №                   | Название                             | Длительность |
| ------------------- | ------------------------------------ | ------------ |
| 1.                  | «Young Americans»                    | 5:13         |
| 2.                  | «Win»                                | 4:47         |
| 3.                  | «Fascination» (Боуи, Лютер Вандросс) | 5:48         |
| 4.                  | «Right»                              | 4:22         |
| Общая длительность: | Общая длительность:                  | 20:10        |

| №                   | Название                                           | Длительность  |
| ------------------- | -------------------------------------------------- | ------------- |
| 5.                  | «Somebody Up There Likes Me»                       | 6:36          |
| 6.                  | «Across the Universe» (Джон Леннон, Пол Маккартни) | 4:33          |
| 7.                  | «Can You Hear Me»                                  | 5:08          |
| 8.                  | «Fame» (Дэвид Боуи, Карлос Аломар, Леннон)         | 4:21          |
| Общая длительность: | Общая длительность:                                | 20:38 (40:48) |

### Station to Station(ремастированная версия 2016 года)
| №                   | Название             | Длительность |
| ------------------- | -------------------- | ------------ |
| 1.                  | «Station to Station» | 10:17        |
| 2.                  | «Golden Years»       | 4:03         |
| 3.                  | «Word on a Wing»     | 6:04         |
| Общая длительность: | Общая длительность:  | 20:24        |

| №                   | Название                                           | Длительность  |
| ------------------- | -------------------------------------------------- | ------------- |
| 4.                  | «TVC 15»                                           | 5:35          |
| 5.                  | «Stay»                                             | 6:16          |
| 6.                  | «Wild Is the Wind» (Дмитрий Тёмкин, Нед Вашингтон) | 6:06          |
| Общая длительность: | Общая длительность:                                | 17:57 (38:21) |

### Station to Station(перемикшированная Гарри Маслиным версия 2010 года)
| №                   | Название             | Длительность |
| ------------------- | -------------------- | ------------ |
| 1.                  | «Station to Station» | 10:18        |
| 2.                  | «Golden Years»       | 4:03         |
| 3.                  | «Word on a Wing»     | 5:55         |
| Общая длительность: | Общая длительность:  | 20:16        |

| №                   | Название                               | Длительность  |
| ------------------- | -------------------------------------- | ------------- |
| 4.                  | «TVC 15»                               | 5:33          |
| 5.                  | «Stay»                                 | 6:15          |
| 6.                  | «Wild Is the Wind» (Тёмкин, Вашингтон) | 6:07          |
| Общая длительность: | Общая длительность:                    | 17:55 (38:11) |

### Live Nassau Coliseum ’76(ремастированная версия 2010 года)
| №                   | Название                      | Длительность |
| ------------------- | ----------------------------- | ------------ |
| 1.                  | «Station to Station»          | 11:52        |
| 2.                  | «Suffragette City»            | 3:30         |
| 3.                  | «Fame» (Боуи, Аломар, Леннон) | 4:01         |
| Общая длительность: | Общая длительность:           | 19:23        |

| №                   | Название                       | Длительность |
| ------------------- | ------------------------------ | ------------ |
| 4.                  | «Word on a Wing»               | 6:05         |
| 5.                  | «Stay»                         | 7:24         |
| 6.                  | «Waiting for the Man» (Лу Рид) | 6:19         |
| 7.                  | «Queen Bitch»                  | 3:12         |
| Общая длительность: | Общая длительность:            | 23:00        |

| №                   | Название                                                          | Длительность |
| ------------------- | ----------------------------------------------------------------- | ------------ |
| 1.                  | «Life on Mars?»                                                   | 2:13         |
| 2.                  | «Five Years»                                                      | 5:04         |
| 3.                  | «Panic in Detroit» (с вырезанной большей частью барабанного соло) | 6:02         |
| 4.                  | «Changes»                                                         | 4:10         |
| 5.                  | «TVC 15»                                                          | 4:57         |
| Общая длительность: | Общая длительность:                                               | 22:26        |

| №                   | Название            | Длительность  |
| ------------------- | ------------------- | ------------- |
| 6.                  | «Diamond Dogs»      | 6:38          |
| 7.                  | «Rebel Rebel»       | 4:06          |
| 8.                  | «The Jean Genie»    | 7:25          |
| Общая длительность: | Общая длительность: | 18:09 (82:58) |

### Re:Call 2(ремастированные треки)
| №                   | Название                                                 | Длительность |
| ------------------- | -------------------------------------------------------- | ------------ |
| 1.                  | «Rebel Rebel» (оригинальная сингловая версия)            | 4:23         |
| 2.                  | «Diamond Dogs» (австралийская сингл-версия)              | 3:00         |
| 3.                  | «Rebel Rebel» (американская сингл-версия)                | 3:00         |
| 4.                  | «Rock 'n' Roll with Me» (концертная – промосингл-версия) | 3:29         |
| 5.                  | «Panic in Detroit» (концертная версия)                   | 5:49         |
| 6.                  | «Young Americans» (оригинальная сингловая версия)        | 3:17         |
| Общая длительность: | Общая длительность:                                      | 22:58        |

| №                   | Название                                                   | Длительность  |
| ------------------- | ---------------------------------------------------------- | ------------- |
| 7.                  | «Fame» (оригинальная сингловая версия)                     | 3:34          |
| 8.                  | «Golden Years» (оригинальная сингловая версия)             | 3:29          |
| 9.                  | «Station to Station» (оригинальная сингловая версия)       | 3:41          |
| 10.                 | «TVC 15» (оригинальная сингловая версия)                   | 3:36          |
| 11.                 | «Stay» (оригинальная сингловая версия)                     | 3:22          |
| 12.                 | «Word on a Wing» (оригинальная сингловая версия)           | 3:14          |
| 13.                 | «John, I'm Only Dancing (Again)» (сингл-версия 1975 года)) | 3:26          |
| Общая длительность: | Общая длительность:                                        | 24:22 (47:20) |

## Чарты
| Чарт (2016)                            | Высшая позиция |
| -------------------------------------- | -------------- |
| Австрия (Ö3 Austria)                   | 75             |
| Бельгия/Фландрия (Ultratop)            | 35             |
| Бельгия/Валлония (Ultratop)            | 51             |
| Нидерланды (Album Top 100)             | 80             |
| French Albums (SNEP)                   | 63             |
| Германия (Offizielle Top 100)          | 28             |
| Венгрия (MAHASZ)                       | 17             |
| Ирландия (IRMA)                        | 38             |
| Italian Albums (FIMI)                  | 53             |
| Норвегия (VG-lista)                    | 38             |
| Шотландия (Scottish Albums Chart)      | 20             |
| Великобритания (UK Albums Chart)       | 21             |
| США (Billboard 200)                    | 192            |
| США (Billboard Top Alternative Albums) | 24             |
| США (Billboard Top Rock Albums)        | 36             |